# Dioscorea polystachya
L'igname cinese (Dioscorea polystachya Turcz.) è una pianta erbacea perenne rampicante monocotiledone della famiglia delle Dioscoreacee. I suoi tuberi commestibili, chiamati patata cinese, sono coltivati intensivamente in Asia, vengono a volte usati nella medicina alternativa e possono essere mangiati crudi.

## Descrizione

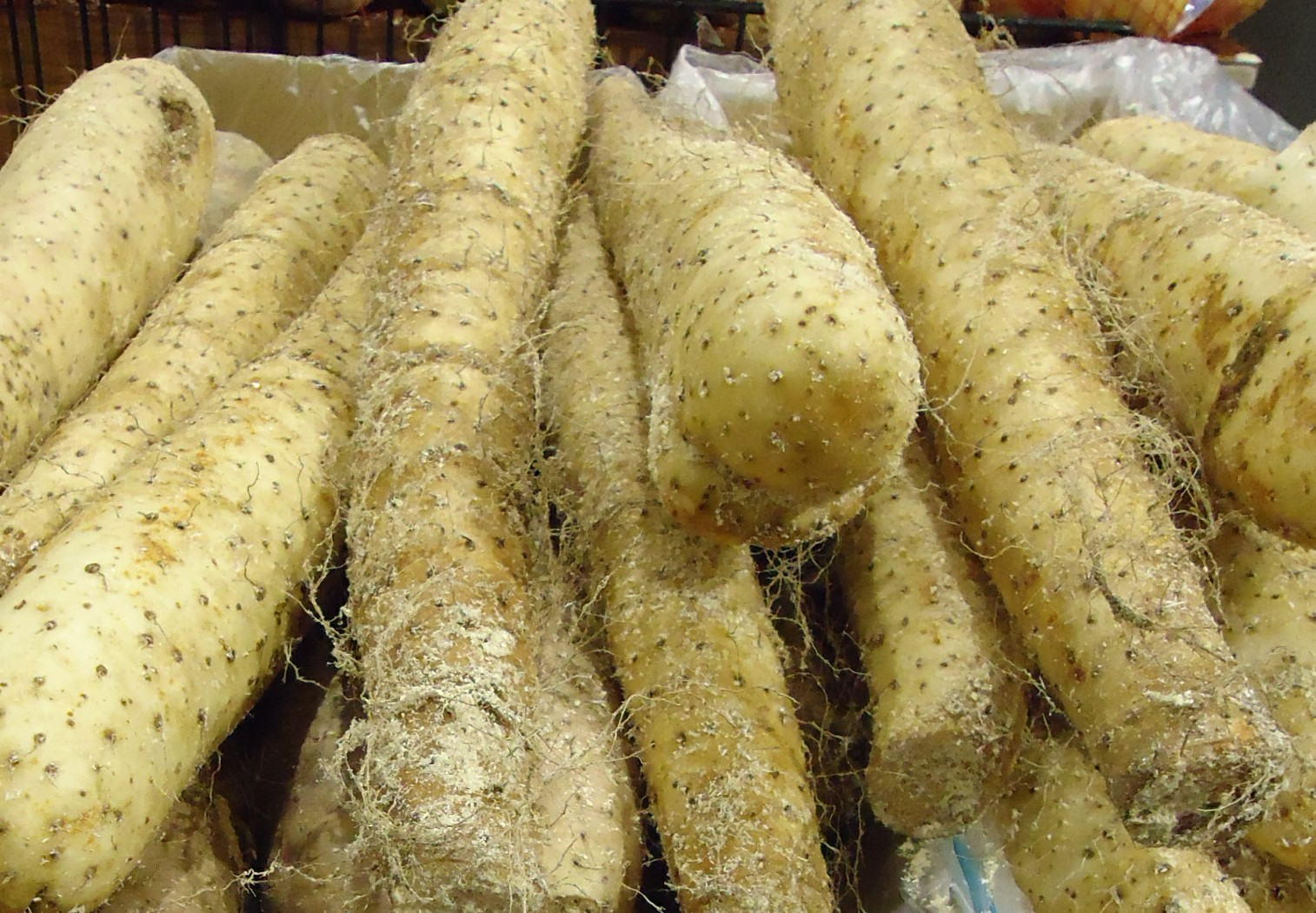
Tuberi di igname cinese

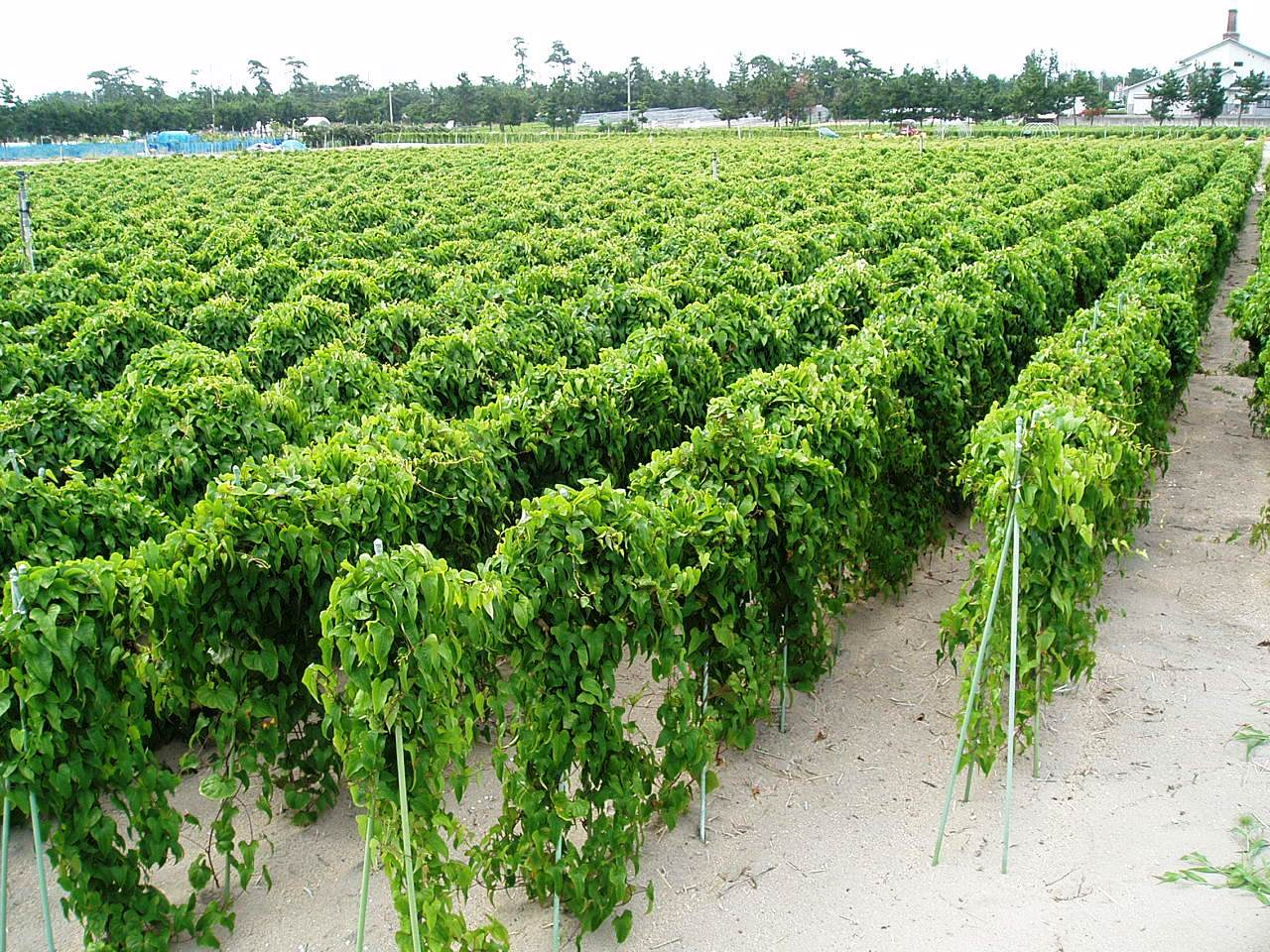
Coltivazione di nagaimo in Giappone

Le rampicanti Dioscorea polystachya crescono normalmente tra i 3 e i 5 m, ma possono arrivare ad altezze maggiori. Si attorcigliano in senso orario. Le foglie arrivano fino a 11 cm sia in lunghezza che in larghezza e presentano due rotondità alla base, che è più larga della punta. I rami si possono disporre paralleli o attorcigliati a spirale. Nell'ascella delle foglie si formano bulbi rotondi di diametro inferiore a 2 cm da cui nascono nuove piante. I fiori profumano di cannella. I tuberi sono fusiformi o cilindrici, possono arrivare a pesare 4–5 kg e crescere fino a un metro sotto terra. Dioscorea polystachya tollera il gelo e i climi freddi meglio di altri ignami.

## Distribuzione e habitat
Originaria della Cina, la pianta si è diffusa anche in Giappone, Corea, Vietnam e isole Kurili. Si crede che sia stata introdotta in Giappone nel XVII secolo o prima. Portata negli Stati Uniti nel XIX secolo per usi gastronomici e ornamentali, è diventata col tempo una pianta infestante. Anche in Europa fu introdotta nel XIX secolo nel periodo della carestia di patate, e continua ad essere prodotta per i mercati asiatici. Sono ritenuti i migliori i tuberi della contea di Xinxiang nella provincia cinese dell'Henan, ma sono molto validi anche quelli  delle province di Hebei, Shandong e Shanxi.
L'igname cinese fu introdotto negli Stati Uniti come pianta ornamentale e per la produzione dei suoi tuberi; in seguito ha iniziato a diffondersi in modo eccessivo e fuori dal controllo insieme ad altre specie di ignami. Ha creato problemi in particolare nel parco nazionale delle Great Smoky Mountains, area naturale protetta che si trova nei monti Appalachi nell'est del Paese.

## Usi

### Usi medici
L'igname cinese è utilizzato nella medicina tradizionale cinese per disturbi legati a stomaco,  milza, polmoni e reni, contro l'inappetenza, la diarrea cronica, l'asma, la tosse secca e il diabete. Le radici contengono diosgenina, usata nella preparazione di steroidi come estrogeni e progesterone in laboratorio. La pianta contiene anche allantoina, che aiuta la crescita dei tessuti sani e accelera la guarigione. Può essere benefica se applicata su ulcerazioni, bolle e ascessi della pelle. I succhi delle foglie sono utilizzati per punture di scorpioni e morsi di serpente. Viene considerata una pianta con effetti tonici e ristorativi che porta beneficio allo spirito, aiuta la crescita, aumenta il quoziente d'intelligenza e la produzione di liquidi dell'organismo umano, allunga la vita e rafforza la milza.
Studi medici hanno certificato l'efficacia dell'igname cinese su cavie affette da problemi al fegato e ai reni. L'igname cinese può essere un'alternativa alla terapia ormonale del dopo menopausa. Viene utilizzato per mitigare le vampate di calore, la secchezza vaginale, sindrome premestruale, problemi alla cistifellea, artrite reumatoide, disturbi mestruali, osteoporosi, affaticamento, problemi digestivi, ecc. Ha inoltre proprietà antiossidanti per il suo contenuto di zinco, manganese, ferro, rame e selenio. Può aiutare a prevenire l'aterosclerosi. Le sue proprietà nutrizionali sono dovute anche alla presenza di vitamina B1, vitamina C, mucillagine, amilasi, aminoacidi e glutammina.

#### Controindicazioni
L'igname cinese può dare problemi se contemporaneamente si assumono altri farmaci. Non contiene estrogeni, ma alcuni dei suoi effetti sono simili a quelli di un estrogeno, seppure in forma più blanda. Può creare disturbi nel caso si stia seguendo una terapia ormonale sostitutiva o si assumano pillole anticoncezionali. È da evitare in gravidanza, durante l'allattamento, nel caso di problemi ormonali e di endometriosi, fibrosi dell'utero e tumori a seno, utero o ovaie. È sconsigliato a persone con deficienza di proteina S perché può aumentare i rischi di coagulazione del sangue. Le rare reazioni allergiche possono provocare eruzioni cutanee e asma. Se assunto in quantità eccessiva, può causare nausea, vomito e diarrea. In commercio si trova in creme e gel da applicare sulla pelle; alcuni di questi prodotti contengono a volte progesterone sintetico, anche se sulla confezione è indicato "progesterone naturale". È bene consultarsi con un medico prima di intraprendere una dieta a base di igname cinese.

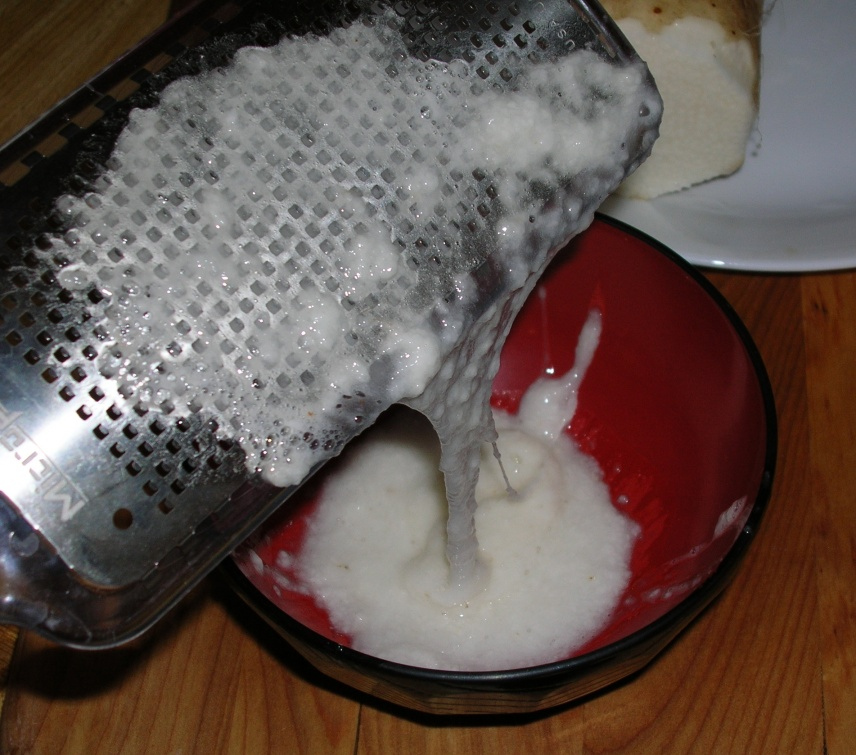
Tororo

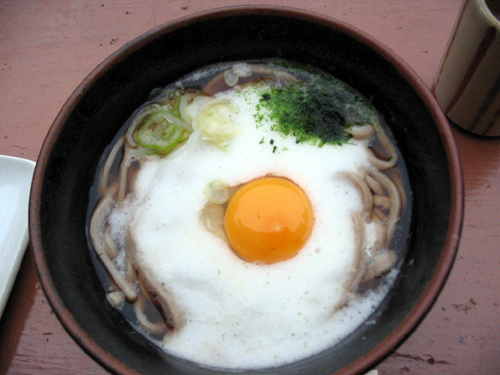
Tororo soba

### Usi in cucina
I tuberi di igname cinese possono essere mangiati crudi, mentre altri ignami devono essere cucinati per neutralizzare le sostanze tossiche che contengono. Sono utilizzati principalmente nella cucina giapponese, cinese e coreana.
In Giappone il nagaimo viene mangiato dopo una breve immersione in acqua e aceto per neutralizzare gli irritanti cristalli di ossalato presenti nella buccia. L'igname grattato viene chiamato tororo e si presenta amidaceo e mucillaginoso. Il tororo viene consumato come contorno o aggiunto con altri ingredienti alla soba (tororo soba) e agli udon (tororo udon). Nell'okonomiyaki e nei takoyaki il tororo è utilizzato come agente legante essendo molto ricco di amido.

## Nomi
- In cinese l'igname cinese è chiamato 山藥T, 山药S, shānyàoP, lett. "medicina di montagna" o anche 薯蕷T, 薯蓣S, shǔyùP
- In giapponese è chiamato nagaimo (長芋? grande igname), che si divide in due specie: ichōimo (銀杏芋? igname dalla foglia di ginkgo) e yamatoimo (大和芋? igname di Yamato) a seconda della forma dei tuberi. Viene talvolta erroneamente chiamato igname giapponese di montagna, che in realtà è la Dioscorea japonica.[7]
- In coreano viene chiamato ma 마?, sanu 산우?, seoyeo 서여? o sanyak 산약?
- In lingua singalese si dice wal ala (වැල් අල) e a volte viene chiamato anche igname coreano.
- In vietnamita si chiama củ mài o khoai mài. Quando si usa per farne una medicina viene invece chiamato hoài sơn r tỳ giải.
- Nella lingua ilocana delle Filippine del nord viene detto tuge.
- In America Latina viene detto igname bianco.